# Пампури, Риккардо
Риккардо Пампури (итал. Riccardo Pampuri; 2 августа 1897, Павия, Ломбардия — 1 мая 1930, Милан) — святой Римско-Католической Церкви, член католического монашеского ордена бонифратров, врач.
С 1923 года работал в Университете в Падуе, Италия. В 1927 году вступил в монашеский орден бонифратров (от лат. boni fratri – добрые братья), который занимается лечением больных. Работал в госпитале города Брешиа.
Умер 1930 года в возрасте 33 лет в Милане.
Беатифицирован папой Иоанном Павлом II 4 октября 1981 года, канонизирован им же 1 ноября 1981 года.